# Sello de Patrimonio Europeo

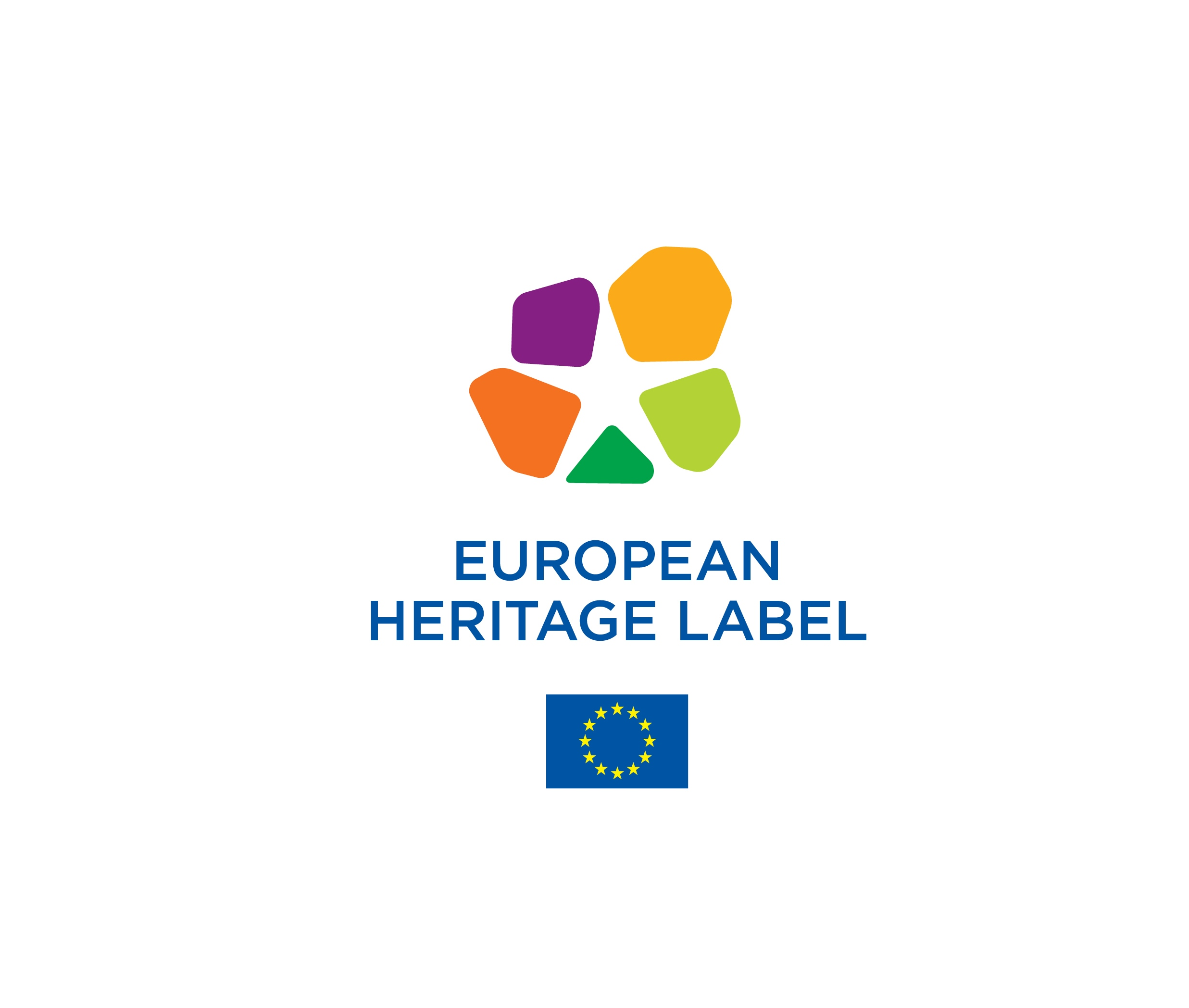
Nuevo logo

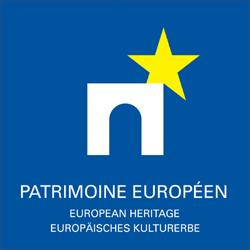
Distintivo del sello (versión francesa)

El Sello de Patrimonio Europeo (en inglés: European Heritage Label; en francés: Label du patrimoine européen) es una distinción concedida por la Unión Europea a «los monumentos, los sitios arqueológicos, subacuáticos, naturales, industriales o urbanos, los lugares de memoria, los paisajes culturales, el patrimonio contemporáneo o el patrimonio inmaterial, asociados a un lugar, que hayan desempeñado un papel fundamental en la historia de Europa, de la integración europea o de la Unión.» Los sitios distinguidos se conocen a veces como «sitios EHL», usando el acrónimo en inglés.

## Sello de Patrimonio Europeo

### Criterios de concesión
Se concederá el Sello a lugares simbólicos de la historia de Europa o relacionados con el proceso de integración europea, con el fin de reconocer no sólo su valor estético o arquitectónico, sino más bien por su carácter europeo y función educativa de acuerdo con los principios y valores europeos; pudiendo recibir el sello monumentos, localizaciones naturales o industriales, lugares históricos o sitios de patrimonio "contemporáneo".
Se otorga de acuerdo a tres únicos criterios:
- Tener un valor europeo simbólico, bien por haber desempeñado un papel fundamental en la historia o cultura europea, en la integración europea o en la historia de la UE. El sitio puede estar vinculado a un elemento o personaje clave de la historia europea, pero también puede haber ejercido una influencia transnacional, en especial en la promoción de los valores comunes de convivencia.
- Ser un proyecto que promueva la dimensión europea, de forma dinámica y atractivo para concienciar al visitante de la dimensión europea del sitio, además de organizar actividades educativas y facilitar el acceso y entendimiento de los extranjeros.
- Tener un plan de trabajo bien definido con actividades dirigidas a preservar y conservar adecuadamente el sitio, recibir al visitante con información e indicaciones claras y de calidad, facilitar el acceso al público más amplio posible privilegiando el acceso de los jóvenes, promover que posibilite un turismo sostenible y respete el medio ambiente.

El Sello debe ser complementario de otras iniciativas, como la Lista del Patrimonio Mundial y la Lista Representativa del Patrimonio Cultural Inmaterial de la Humanidad, ambas de la UNESCO, y los Itinerarios Culturales Europeos del Consejo de Europa. Su valor añadido debe basarse en la contribución de los sitios seleccionados a la historia y la cultura europeas, incluida la construcción de la Unión, en una dimensión educativa clara que llegue a los ciudadanos, en especial los jóvenes, y en el establecimiento de redes entre los sitios para compartir experiencias y buenas prácticas. La acción debe centrarse principalmente en la promoción y el acceso de los sitios, y en la calidad de la información y de las actividades propuestas, más que en la conservación de los mismos cuya garantía debe corresponder a los regímenes de conservación ya existentes (considerando 8).

### Categorías
La Decisión 1194/2011/UE prevé tres categorías:
- sitios únicos: lugares de un único país, dotados por sí de lógica dentro de la historia europea. Tendrán gestión propia aunque cooperarán permanentemente con los demás sitios de la red del Sello.
- sitios transnacionales: tanto sitios situados en diferentes países —cuya temática justifique una mención conjunta— o, un solo sitio en diferentes país. La gestión será única, bajo la coordinación de un Estado Miembro de un sitio gestor.
- sitios temáticos nacionales: varios sitios de un mismo país que comparten temática y reciben una mención conjunta. Cada sitio mantiene su personalidad propia, pero la gestión dependerá de un solo sitio gestor.

## Antecedentes del Sello
La creación de este título fue impulsada desde el año 2006 por España, Francia y Hungría en forma de iniciativa intergubernamental, y fue aprobada para toda la Unión Europea por el Parlamento Europeo el 16 de noviembre de 2011.
Desde 2006 y hasta la aprobación en el Parlamento, 64 lugares europeos recibieron este sello. Todas esas localizaciones conservarán la denominación inicialmente, aunque antes de seis años un jurado someterá a revisión todos los lugares a los que se les haya concedido el título para garantizar el cumplimiento de los estándares y los criterios. Tres de esos sitio pertenecen a Suiza, un país no perteneciente a la Unión Europea.

## Primeros sellos del patrimonio europeo
El 28 de noviembre de 2013, un jurado de expertos independientes instituido por la Comisión europea aprobó la concesión del «Sello de Patrimonio Europeo» a los siguientes cuatro sitios: el parque arqueológico de Carnuntum, un distrito reconstruido de una ciudad romana en Bad Deutsch-Altenburg, Austria; la casa medieval de los gremios de Tallinn, en Estonia (Hall Gran Gremio); el centenario palacio de la Paz en La Haya y el campo de Westerbork, un campo de tránsito nazi durante la Segunda Guerra Mundial, situado en Hooghalen, también en los Países Bajos. El comité también descartó la concesión de otro cinco sitios preseleccionados.
El 19 de diciembre de 2014, se aprobó el informe del comité de expertos recomendando la concesión de 16 nuevos Sellos, que fueron distinguidos en una ceremonia celebrada en Bruselas el 15 de abril de 2015. El informe desaconsejaba otros 20 sitios preseleccionados, de ellos 18 de la lista de honor.
En 2015 se han preseleccionado 18 sitios.

## Lista de honor de patrimonio europeo
La siguiente tabla recoge los sitios distinguidos con el Sello. Aparecen en primer lugar los sitios de honor, anteriores a la creación del propio Sello. A medida que se van revisando esos sitios, pueden ser distinguidos con el Sello (y pasan a la parte media, ordenada cronológicamente) o no serlo (se mantienen en la parte final de la tabla para una referencia histórica).
El sombreado tiene el siguiente significado:
| Imagen | #  | Fecha             | Nombre | Localización                                                                            | País                                                      | Notas |
|        | ?  | HONOR (ant. 2008) | Sitio arqueológico en Develtos                                                                                           | Develtos (provincia de Burgas)                                                          | Bulgaria                                                  | |
|        | ?  | HONOR (ant. 2008) | Memorial «Vasil Levski»                                                                                                  | Karlovo                                                                                 | Bulgaria                                                  | |
|        | ?  | HONOR (ant. 2008) | Ciudad histórica de la villa de Rousse                                                                                   | Rousse                                                                                  | Bulgaria                                                  | |
|        | ?  | HONOR (ant. 2008) | Centro de música Boris Christoff                                                                                         | Sofía                                                                                   | Bulgaria                                                  | |
|        | ?  | HONOR (ant. 2008) | Las fortificaciones de Nicosia                                                                                           | Nicosia                                                                                 | Chipre                                                    | |
|        | ?  | HONOR (ant. 2008) | Circuito de seis iglesias con frescos bizantinos y postbizantinos                                                        | Región de Troodos                                                                       | Chipre                                                    | |
|        | ?  | HONOR (ant. 2008) | Patio de honor del palacio papal de Aviñón                                                                               | Aviñón (Vaucluse, Provenza-Alpes-Costa Azul                                             | Francia                                                   | |
|        | ?  | HONOR (ant. 2008) | Palacio de Cnossos | Cnossos, Heraclión, isla de Creta                                                       | Grecia                                                    | |
|        | ?  | HONOR (ant. 2008) | Sitio arqueológico de Poliochne                                                                                          | Livadochori, isla de Lemnos                                                             | Grecia                                                    | |
|        | ?  | HONOR (ant. 2008) | Fortaleza de Szigetvár                                                                                                   | Szigetvár (Condado de Baranya)                                                          | Hungría                                                   | Lugar donde se celebró el sitio de Szigetvár en 1566, en el que el propio Solimán el Magnífico dirigió el exitoso asedio. La muerte del sultán, las bajas de 30.000 soldados causadas por el sitio y la irrupción del invierno obligaron a los turcos a retirarse a Estambul. Los húngaros no pudieron reconquistar la ciudad hasta 1689. |
|        | ?  | HONOR (ant. 2008) | Iglesia y colegio calvinistas de Debrecen                                                                                | Debrecen                                                                                | Hungría                                                   | |
|        | ?  | HONOR (ant. 2008) | Palacio real medieval de Visegrád                                                                                        |                                                                                         | Hungría                                                   | |
|        | ?  | HONOR (ant. 2008) | Palacio real y arzobispal de Esztergom                                                                                   | Esztergom                                                                               | Hungría                                                   | |
|        | ?  | HONOR (ant. 2008) | Plaza del Campidoglio | Roma                                                                                    | Italia                                                    | |
|        | ?  | HONOR (ant. 2008) | Casas natales de Puccini, Rossini y Verdi                                                                                | Lucca, Pésaro y Le Roncole                                                              | Italia                                                    | |
|        | ?  | HONOR (ant. 2008) | Centro histórico de Riga                                                                                                 | Riga                                                                                    | Letonia                                                   | |
|        | ?  | HONOR (ant. 2008) | Palacio de Rundale |                                                                                         | Letonia                                                   | |
|        | ?  | HONOR (ant. 2008) | Villa de Kuldiga | Kuldiga                                                                                 | Letonia                                                   | |
|        | ?  | HONOR (ant. 2008) | La obra de Mikalojus Konstantinas Iurlionis, compositor y pintor                                                         |                                                                                         | Lituania                                                  | |
|        | ?  | HONOR (ant. 2008) | El patrimonio sagrado de madera de la región de Žemaitija y la colina de las Cruces                                      |                                                                                         | Lituania                                                  | |
|        | ?  | HONOR (ant. 2008) | Catacumbas de Rabat |                                                                                         | Malta                                                     | |
|        | ?  | HONOR (ant. 2008) | Catedral de San Wenceslao y San Estanisla sobre la colina de Wawel                                                       | Cracovia                                                                                | Polonia                                                   | |
|        | ?  | HONOR (ant. 2008) | Catedral de Braga | Braga                                                                                   | Portugal                                                  | |
|        | ?  | HONOR (ant. 2008) | Sitio arqueológico de Istria                                                                                             |                                                                                         | Rumania                                                   | |
|        | ?  | HONOR (ant. 2008) | Palacio Cantacuzino en Bucarest                                                                                          | Bucarest                                                                                | Rumania                                                   | |
|        | ?  | HONOR (ant. 2008) | Parque de Brancusi en Târgu Jiu                                                                                          | Târgu Jiu                                                                               | Rumania                                                   | |
|        | ?  | HONOR (ant. 2008) | Arquitectura religiosa prerromana: la iglesia Sta Margarita en Kopčany e iglesia de San Jorge en Kostol'any pod Tribečom |                                                                                         | Eslovaquia                                                | |
|        | ?  | HONOR (ant. 2008) | Catedral Saint-Pierre en Ginebra                                                                                         | Ginebra                                                                                 | Suiza                                                     | |
|        | ?  | HONOR (ant. 2008) | Castillo de La Sarraz | La Sarraz (Cantón de Vaud)                                                              | Suiza                                                     | |
|        | ?  | HONOR (ant. 2008) | Hospicio del San Gotardo                                                                                                 | Macizo del San Gotardo                                                                  | Suiza                                                     | |
|        | 01 | 2013              | Sede del Gran Gremio (Suurgildi hoone)                                                                                   | Tallin                                                                                  | Estonia                                                   | Casa medieval de los gremios de Tallin |
|        | 02 | 2013              | Centenario del palacio de la Paz en La Haya                                                                              | La Haya                                                                                 | Países Bajos                                              | En ocasión de su centenario |
|        | 03 | 2013              | Campo de Westerbork | Hooghalen                                                                               | Países Bajos                                              | Un campo de tránsito nazi durante la Segunda Guerra Mundial |
|        | 04 | 2013              | Parque arqueológico de Carnuntum                                                                                         |                                                                                         | Austria                                                   | Un distrito reconstruido de una ciudad romana en Bad Deutsch-Altenburg |
|        | 05 | 2014              | Castillo de Hambach | Neustadt an der Weinstraße (Renania-Palatinado)                                         | Alemania                                                  | «El castillo de Hambach fue construido en la Edad Media, pero adquirió especial importancia en el siglo XIX. Tras un período de represión política, unas 30 000 personas, procedentes de Alemania, Francia y Polonia, se reunieron en el castillo el 27 de mayo de 1832 para celebrar la Fiesta de Hambach (Hambacher Fest). Los asistentes se pronunciaron a favor de los derechos y libertades políticas fundamentales y de la igualdad, la tolerancia y la democracia en Alemania y en Europa, con lo que el castillo se convirtió en un símbolo de la lucha por la conquista de las libertades civiles en Europa.» |
|        | 06 | 2014              | Münster y Osnabrück: sitios de la Paz de Westfalia                                                                       | Münster y Osnabrück                                                                     | Alemania                                                  | Ayuntamiento de Münster y ayuntamiento de Osnabrück |
|        | 07 | 2014 (an. 2008)   | Centro de la antigua Atenas (Acrópolis de Atenas)                                                                        | Atenas                                                                                  | Grecia                                                    | Acropole, agora, agora romaine, bibliothèque d'Hadrien, Pnyx, Aréopage, colinas de las Musas y de las {Ninfas, talleres y cementerio de Cerámica. |
|        | 08 | 2014 (2007)       | Archivos de la Corona de Aragón                                                                                          | Barcelona (Cataluña)                                                                    | España                                                    | «El archivo de la Corona de Aragón fue fundado en 1318 y se convirtió en un sistema centralizado en el que se depositó la memoria administrativa, económica y política de dicha monarquía. A lo largo de los siglos siguientes las existencias del archivo fueron creciendo, alimentadas por los documentos que generaban el aparato administrativo del Estado y otras entidades, lo que nos permite hoy reconstruir la historia de la región y de acontecimientos cardinales de la historia europea. Es una de las colecciones documentales más grandes y más importantes de la Europa medieval, así como de la época moderna y contemporánea.» |
|        | 09 | 2014 (2007)       | Residencia de Estudiantes                                                                                                | Madrid                                                                                  | España                                                    | |
|        | 10 | 2014 (an. 2008)   | Abadía de Cluny | Cluny (Saône-et-Loire, Borgoña)                                                         | Francia                                                   | |
|        | 11 | 2014 (an. 2008)   | Casa de Robert Schuman (en Scy-Chazelles)                                                                                | Scy-Chazelles (Mosela, Lorena)                                                          | Francia                                                   | |
|        | 12 | 2014              | Parque Memorial del Pícnic Paneuropeo                                                                                    | Sopron                                                                                  | Hungría                                                   | |
|        | 13 | 2014 (an. 2008)   | Museo Casa Alcide de Gasperi                                                                                             | Pieve Tesino                                                                            | Italia                                                    | Casa natal de Alcide de Gasperi |
|        | 14 | 2014 (an. 2008)   | Kaunas del periodo de 1919-1940                                                                                          | Kaunas                                                                                  | Lituania                                                  | Centro histórico de Kaunas. Commémore Kaunas comme « capitale temporaire » du pays, pendant l'entre-deux-guerres. La ville fait l'objet d'une inscription similaire au Liste du patrimoine mondial en Lituanie : « Kaunas, ville moderniste : une architecture de l’optimisme, 1919-1939 » depuis 2023< |
|        | 15 | 2014 (an. 2008)   | Astilleros navales históricos de Gdansk                                                                                  | Gdansk                                                                                  | Polonia                                                   | |
|        | 16 | 2014 (an. 2008)   | Union de Lublin | Lublin                                                                                  | Polonia                                                   | Pacto que selló la unión constitucional del Reino de Polonia y el Gran Ducado de Lituania creando una república libre asociada con un solo Parlamento, un rey elegido, una moneda y tolerancia étnica y religiosa. Los sitios de Lublin destacan como recordatorios físicos de un importante hito en el desarrollo de los principios de la democracia europea. La Unión de Lublin consta de tres monumentos históricos: la Capilla de la Santísima Trinidad, el monumento a la Unión de Lublin y el monasterio dominicano; los tres están vinculados a la firma de la Unión de Lublin en 1569. |
|        | 17 | 2014              | Constitución del 3 de mayo                                                                                               | Varsovia                                                                                | Polonia                                                   | El Gran Parlamento de Lituania y Polonia decidió en 1791 realizar democráticamente la primera Constitución de Europa (la 2.ª del mundo, tras la realizada por Estados Unidos), articulada como un estatuto que regulaba los derechos y las obligaciones civiles de los ciudadanos y las competencias del poder del estado. Su principal logro fue la introducción del concepto de “nación”, cuya soberanía recaía en el pueblo, con una separación de poderes y protección para los campesinos. A pesar de su corta vigencia, se mantuvo como un legado común en la región en su lucha por la independencia y la creación de una sociedad justa. Esta Constitución es también un símbolo de los ideales de Europa por su ejemplo de cómo se puede transformar democrática y pacíficamente un sistema político.                                                                             |
|        | 18 | 2014 (an. 2008)   | Carta de la Ley de la abolición de la pena de muerte (Carta de Lei de abolição da pena de morte em Portugal, 1867)       |                                                                                         | Portugal                                                  | La abolición de la Ley de la pena de muerte en Portugal tuvo lugar en 1852 por delitos políticos y en 1867 por delitos civiles. El documento se conserva en el Archivo Nacional de la Torre do Tombo en Lisboa y es uno de los primeros ejemplos de una ley duradera de abolición en un sistema legal. La carta fue firmada por el rey Luis de Portugal y mereció una carta de Víctor Hugo de felicitación a Portugal de líder de Europa por aprobarlo. |
|        | 19 | 2014 (an. 2008)   | Biblioteca General de la Universidad de Coímbra                                                                          | Coímbra (Distrito de Coímbra)                                                           | Portugal                                                  | La Biblioteca General de la Universidad de Coímbra, establecida hace más de quinientos años, es una biblioteca cultural única con excepcionales bienes que se aloja en dos edificios notables: la biblioteca Joanina, un edificio barroco declarado monumento nacional portugués; y el Edificio Novo, abierto en 1962. Destaca por ser una de las primeras en Europa que dispuso de catálogos (1743‐1748) además de proporcionar documentos prohibidos durante el régimen de Salazar. |
|        | 20 | 2014 (an. 2008)   | Hospital Partisano Franja en Dolenji Novaki                                                                              | Dolenji Novak, cerca de Cerkno (Región de Gorizia)                                      | Eslovenia                                                 | El Hospital Partisano Franja es un conjunto de viejas construcciones de madera escondidas en las montañas compuesta por cabañas que durante la ocupación nazioperó en secreto. Combatientes y heridos de diferentes nacionalidades y de ambos bandos, fueron aceptados en el Hospital para recibir atención sanitaria y refugio. El Hospital de Franja es «un símbolo de los valores humanos más puros en momentos de conflictos bélicos, ya que simboliza la fortaleza humana, la atención médica, la solidaridad y el compañerismo en momentos de dificultad». |
|        | 21 | 2015              | Asentamiento neandertal de Krapina                                                                                       | Krapina                                                                                 | Croacia                                                   | «En 1899 se encontró en este asentamiento el mayor número de huesos fósiles neandertales de Europa, incluidos unos novecientos restos humanos de aproximadamente ochenta individuos, así como huesos de varios animales que se remontan al año 125 000 antes de Cristo. Expertos de todo el mundo han investigado la colección y su interpretación de los hallazgos de Krapina ha influido en distintas teorías científicas sobre la evolución humana, la génesis de nuestra civilización y sobre cómo vivían las comunidades humanas de Europa durante el pleistoceno. Junto al sitio arqueológico, el Museo Neandertal de Krapina presenta hoy de forma interactiva el origen de la vida sobre la Tierra y la evolución del género humano.» |
|        | 22 | 2015              | Castillo de Premyslid y Museo Archidiocesano de Olomouc                                                                  | Olomouc                                                                                 | República Checa                                           | «El Museo Archidiocesano acoge un museo dedicado a la conservación de obras de arte de la Archidiócesis de Olomouc. Sus colecciones se exponen en la capilla episcopal del Castillo de Premyslid, un edificio que representa miles de años de historia, desde los restos del Palacio Episcopal y del Palacio del Príncipe hasta el Barroco y el Rococó. El Castillo de Premyslid y el Museo Archidiocesano son un elemento clave de la presencia de los moravos en la historia europea. Es un centro ancestral del cristianismo; un lugar que preserva y destaca el elevado nivel del patrimonio artístico de los arzobispos de Moravia y un ejemplo perfecto de la conservación del patrimonio en la región.» |
|        | 23 | 2015              | Punta de Sagres | Sagres                                                                                  | Portugal                                                  | «La Punta de Sagres es un paisaje de gran riqueza cultural e histórica localizado en el extremo sudoccidental de la Península Ibérica. Allí se encuentra una serie de importantes restos arqueológicos, estructuras urbanas y monumentos que dan testimonio de su situación estratégica y de la importancia que ha tenido durante siglos. La Punta de Sagres fue el cuartel general del príncipe Enrique el Navegante para sus proyectos de expansión marítima durante el siglo XV y se convirtió así en un lugar clave de la Era de los Descubrimientos, que marcó la expansión de la cultura, la ciencia, la exploración y el comercio europeos tanto hacia el Atlántico como hacia el Mediterráneo, dando así a la civilización europea una proyección global que se ha convertido en característica definitoria del mundo moderno.»                                                    |
|        | 24 | 2015              | Palacio Imperial de Viena                                                                                                | Viena                                                                                   | Austria                                                   | «Iniciado en 1240, el Palacio Imperial es un complejo de edificios y jardines que solían utilizar como residencia los Habsburgo, una familia que gobernó en amplias zonas de Europa durante unos 700 años. El de los Habsburgo fue un imperio multiétnico y multiconfesional que tuvo un gran impacto político, administrativo, económico y social sobre territorios que incluyen a las actuales Austria, Hungría, Chequia, Polonia y Eslovenia o forman parte de ellas. En la actualidad, el Palacio Imperial alberga la sede del Presidente Federal de Austria y cinco organizaciones de museos de primer orden, así como otras instituciones culturales.» |
|        | 25 | 2015              | Conjunto histórico de la Universidad de Tartu                                                                            | Tartu                                                                                   | Estonia                                                   | «El conjunto histórico de la Universidad de Tartu es un campus diseñado a principios del siglo XIX bajo el lema «una universidad en la ciudad, una universidad en el parque». Encarna las ideas de una universidad en la Ilustración. Enlaza ciencia y educación y refleja la tradición europea en el ámbito de la educación. Creada en 1632 por el Rey Gustavo II Adolfo de Suecia, y a pesar de haber cambiado de manos entre los distintos poderes políticos en la región, incluidas Suecia, Polonia, Alemania, Rusia, la Unión Soviética y Estonia, la Universidad de Tartu, siempre ha sido un referente de las ideas progresistas.» |
|        | 26 | 2015              | Academia de Música Ferenc Liszt                                                                                          | Budapest                                                                                | Hungría                                                   | «La Academia de música Ferenc Liszt fue creada en 1875 por el propio destacado compositor y músico. Se trata de una institución con múltiples facetas: un centro de enseñanza, una universidad internacional de artes musicales y una sala de conciertos. Pone de relieve nuestro patrimonio musical, y al mismo tiempo se mantiene fiel a su espíritu de apertura, creatividad e innovación y a su carácter europeo e internacional. La Academia está instalada en un edificio de 1907 de Flóris Korb y Kálman Giergl, considerado una obra maestra del estilo conocido como Secesión Húngara. Alberga, entre otras cosas, el Museo Memorial Ferenc Liszt y el Centro de Investigación, el Instituto Kodály y el Museo Kodály.» |
|        | 27 | 2015              | Mundaneum | Mons                                                                                    | Bélgica                                                   | «El Mundaneum es un hito en el tejido intelectual y social de Europa. Sus fundadores, Henri La Fontaine y Paul Otlet, abogaban por la paz mediante el diálogo y el intercambio de conocimientos a nivel europeo e internacional, a través de los medios de investigación bibliográfica. El objetivo del Mundaneum era recoger toda la información disponible en el mundo, independientemente de su soporte (libros, periódicos, tarjetas postales, etc.), y clasificarla mediante un sistema que desarrollaron: la Clasificación Decimal Universal. El Mundaneum es la base de la ciencia de la información actual y se considera hoy uno de los precursores de los motores de búsqueda en internet.» |
|        | 28 | 2015              | Cementerio n.º 123 del Frente Oriental de la Primera Guerra Mundial                                                      | Łużna-Pustki                                                                            | Polonia                                                   | «El cementerio de guerra nº 123, construido en 1918 en la colina Pustki, es el escenario de una de las mayores batallas de la Primera Guerra Mundial en el frente oriental entre los ejércitos austrohúngaro y alemán y el ejército ruso: la batalla de Gorlice, también conocida como la «Verdún oriental». El cementerio es el lugar de descanso último para los soldados de esas tres fuerzas armadas, procedentes de territorios que forman parte de las actuales Austria, Hungría, Alemania, Polonia, Ucrania, Rusia, Eslovenia, etc., y de distintas culturas lingüísticas y religiosas. El Cementerio nº 123 del Frente Oriental de la Primera Guerra Mundial es un lugar para el recuerdo que encarna la idea de ecumenismo, y que da un tratamiento idéntico a los caídos en combate, con independencia de su filiación militar, étnica o religiosa.»                             |
|        | 29 | 2015              | Barrio Europeo de Estrasburgo                                                                                            | Estrasburgo                                                                             | Francia                                                   | «Desde su creación, tras la Segunda Guerra Mundial, el Barrio Europeo de Estrasburgo acoge el Consejo de Europa, el Tribunal Europeo de Derechos Humanos y el Parlamento Europeo de la Unión Europea. Da fe de la integración europea, la defensa de los derechos humanos, la democracia y el Estado de Derecho.» |
|        | 30 | 2017              | Sitios del patrimonio musical de Leipzig                                                                                 | Leipzig                                                                                 | Alemania                                                  | Comprende: iglesia de San Tomás, iglesia de San Nicolás, antigua escuela de San Nicolás, Bach-Archiv, casa de Mendelssohn, Escuela superior de música y de teatro Felix Mendelssohn Bartholdy, casa de Schumann, edificio de las éditions Peters y Grieg-Begegnungsstätte, Gewandhaus |
|        | 31 | 2017              | Sinagoga de la calle Dohány                                                                                              | Budapest                                                                                | Hungría                                                   | |
|        | 32 | 2017              | Fuerte de Cadine | Trento                                                                                  | Italia                                                    | |
|        | 33 | 2017              | Iglesia conmemorativa de Javorca y su paisaje cultural                                                                   | Tolmin                                                                                  | Eslovenia                                                 | |
|        | 34 | 2017              | Antiguo Campo de concentration de Natzweiler-Struthof y campos satélites                                                 | Natzwiller                                                                              | Alemania · Francia                                        | Outre le camp de concentration de Natzweiler, l'inscription évoque la cinquantaine de camps annexes établis pendant la Seconde Guerre mondiale sur les deux rives du Rhin, et qui se trouvent actuellement en Allemagne et en Francia. |
|        | 35 | 2017              | Monumento conmemorativo de Sighet                                                                                        | Sighetu Marmației                                                                       | Rumania                                                   | |
|        | 36 | 2017              | Bois du Cazier | Marcinelle                                                                              | Bélgica                                                   | |
|        | 37 | 2017              | Pueblo de Schengen | Schengen                                                                                | Luxemburgo                                                | Conmemora el acuerdo y la Convención de Schengen |
|        | 38 | 2017              | Tratado de Maastricht | Maastricht                                                                              | Países Bajos                                              | |
|        | 39 | 2019              | Yacimiento arqueológico de Ostia Antica                                                                                  | Roma                                                                                    | Italia                                                    | |
|        | 40 | 2019              | Patrimonio cultural subacuático de las Azores                                                                            | Archipiélago de las Azores                                                              | Portugal                                                  | Comprende una treintena de sitios públicos de plongée centrés sur des épaves |
|        | 41 | 2019              | Colonias de Benevolencia                                                                                                 | Merksplas y Wortel Frederiksoord, Ommerschans, Veenhuizen, Wilhelminaoord y Willemsoord | Bélgica · Países Bajos                                    | Comprende: Frederiksoord, Merksplas, Ommerschans}, Veenhuizen, Wilhelminaoord, Willemsoord, Wortel. Cuatro colonias están inscritas en el Patrimonio de la Humanidad desde 2021. |
|        | 42 | 2019              | Patrimonio viviente de Szentendre                                                                                        | Szentendre                                                                              | Hungría                                                   | |
|        | 43 | 2019              | Palacio de Kynžvart – Lugar de encuentros diplomáticos                                                                   | Lázně Kynžvart                                                                          | República Checa                                           | |
|        | 44 | 2019              | Sitio conmemorativo de Lambinowice                                                                                       | Łambinowice                                                                             | Polonia                                                   | |
|        | 45 | 2019              | Zdravljica – El mensaje de la Primavera Europea de las Naciones                                                          |                                                                                         | Eslovenia                                                 | Manuscrito conservado en la biblioteca nacional y universitaria de Eslovenia |
|        | 46 | 2019              | Colonias Werkbund en Europa                                                                                              | Stuttgart, Wroclaw, Brno, Praga y Viena                                                 | Austria · República Checa · Alemania · Polonia            | Comprende: Colonia Nový dům en Brno, Osada Baba en Praga, Weißenhof en Stuttgart, Werkbundsiedlung en Viena, WUWA en Wrocław |
|        | 47 | 2019              | Sitio conmemorativo de Chambon-sur-Lignon                                                                                | Le Chambon-sur-Lignon                                                                   | Francia                                                   | |
|        | 48 | 2019              | Los «Tres Hermanos» | Riga                                                                                    | Letonia                                                   | |
|        | 49 | 2021              | Museo de Cultura y Sitio Arqueológico de Vučedol                                                                         | Vukovar                                                                                 | Croacia                                                   | |
|        | 50 | 2021              | Sitio Arqueológico de Nemea                                                                                              | Nemea                                                                                   | Grecia                                                    | |
|        | 51 | 2021              | Arte tracio en los Ródopes orientales: Tumba de Aleksandrovo                                                             | Haskovo                                                                                 | Bulgaria                                                  | |
|        | 52 | 2021              | Parque minero de Almadén                                                                                                 | Almadén                                                                                 | España                                                    | Un bien similar fue inscrito en la Patrimonio de la Humanidad desde 2012: el Patrimonio del mercurio: Almadén e Idrija. |
|        | 53 | 2021              | Patrimonio San Vilibrordo Echternach                                                                                     | Echternach                                                                              | Luxemburgo                                                | Patrimonio ligado a Vilibrordo de Utrecht en la abadía de Echternach: cripta, alojamiento monástico, scriptorium, procesión danzante. |
|        | 54 | 2021              | Centro histórico de Turaida                                                                                              | Sigulda                                                                                 | Letonia                                                   | Sitio de la reserva museal de Turaida; comprende entre otros el castillo de Turaida y la Iglesia evangélica luterana de Turaida. |
|        | 55 | 2021              | Frescos medievales de las regiones de Gemer y Malohont                                                                   | Banská Bystrica, Košice                                                                 | Eslovaquia                                                | Iglesias evangélicas de Kameňany, Koceľovce, Kraskovo, Kyjatice, Ochtiná, Rimavská Bana, Rimavské Brezovo y Štítnik}, iglesias católicas de Chyžné, Rákoš y Šivetice, Iglesia reformada de Plešivec. |
|        | 56 | 2021              | El Oderbruch | Brandeburgo                                                                             | Alemania                                                  | «El Oderbruch es un ejemplo de paisaje formado antropogénicamente como producto de la historia europea. El polder fluvial poblado presenta un sistema hídrico definido por la inmigración y expresa la tradición de cuidado ecológico y participación social del pasado y el presente de Europa. El paisaje del Oderbruch es el resultado de acciones cívicas y estatales resueltas en procesos democráticos de comunicación.» |
|        | 57 | 2021              | Palacio de la Comisión Europea del Danubio                                                                               | Galați                                                                                  | Rumania                                                   | |
|        | 58 | 2021              | Seminaarinmäki Campus | Jyväskylä                                                                               | Finlandia                                                 | |
|        | 59 | 2021 (an. 2008)   | Ventotene | Isla de Ventotene                                                                       | Italia                                                    | |
|        | 60 | 2021              | MigratieMuseumMigration (MMM)                                                                                            | Molenbeek-Saint-Jean                                                                    | Bélgica                                                   | |
|        | 61 | 2023              | Cisterscapes – Paisajes cistercienses relacionando Europa                                                                |                                                                                         | Alemania · Austria · Polonia · Eslovenia · Checoslovaquia | Conjunto de 17 abadías cisterciennes: Altenberg, Bronnbach, Ebrach, Langheim, Kostanjevica, Loccum, Maulbronn, Pforta, Plasy, Rein, Stična, Velehrad, Vyšší Brod, Wągrowiec, Waldsassen, Zadar, Zwettl. |
|        | 62 | 2023 (2007)       | Real Monasterio de San Jerónimo de Yuste                                                                                 | Cuacos de Yuste (provincia de Cáceres, Extremadura)                                     | España                                                    | |
|        | 63 | 2023              | Museo Amstelkring (Ons' Lieve Heer op Solder)                                                                            | Amsterdam                                                                               | Países Bajos                                              | |
|        | 64 | 2023              | Teatro real de Toone | Bruselas                                                                                | Bélgica                                                   | |
|        | 65 | 2023              | El Kalevala - Patrimonio épico viviente                                                                                  |                                                                                         | Finlandia                                                 | |
|        | 66 | 2023 (ant. 2008)  | Ateneo Rumano | Bucarest                                                                                | Rumania                                                   | |
|        | 67 | 2023              | Santa Ana de Stazzema | Stazzema                                                                                | Italia                                                    | «Sant’Anna di Stazzema es un lugar de memoria. Se trata de un pequeño pueblo situado en el interior de los Apeninos toscanos donde, el 12 de agosto de 1944, tuvo lugar uno de los derramamientos de sangre civiles más dramáticos de la Segunda Guerra Mundial. Más de 500 personas, incluidos 130 niños, fueron asesinadas brutalmente por una división de las SS. Este trágico acontecimiento se conmemora cada año. En la actualidad, Sant'Anna di Stazzema acoge el Parque Nacional de la Paz, fundado en el año 2000 con el objetivo de mantener viva la memoria y el propósito de educar a las nuevas generaciones en los valores de la democracia, la justicia y el respeto entre las personas y las naciones. El Parque acoge a más de 30.000 visitantes al año, de los cuales 250 son escolares, y organiza debates, talleres y exposiciones centrados en el recuerdo y la paz.» |
|        | —  | —— (ant. 2008)    | Palacio de los Príncipes-Obispos de Lieja                                                                                | Lieja (Región valona)                                                                   | Bélgica                                                   | Rechazado (informe de expertos, 2014): 31 |
|        | —  | —— (ant. 2008)    | Les Grès de Raeren (Communauté Germanophone)                                                                             |                                                                                         | Bélgica                                                   | Rechazado (informe de expertos, 2014): 30 |
|        | —  | —— (ant. 2008)    | El antiguo Palacio de Bruselas: Sitio arqueológico de Coudenberg                                                         | Bruselas (Región de Bruselas Capital)                                                   | Bélgica                                                   | Rechazado (informe de expertos, 2014): 29 |
|        | —  | —— (ant. 2008)    | Villa histórica de Ename                                                                                                 | Oudenaarde (Región Flandes)                                                             | Bélgica                                                   | Rechazado (informe de expertos, 2014): 27 |
|        | —  | —— (ant. 2008)    | Castillo de Kolossi | Limasol                                                                                 | Chipre                                                    | Rechazado (informe de expertos, 2014): 28 |
|        | —  | —— (2007)         | Sitio de Kourion |                                                                                         | Chipre                                                    | Rechazado (informe de expertos, 2014): 25 |
|        | —  | —— (2007)         | Cabo Finisterre | Provincia de La Coruña (Galicia)                                                        | España                                                    | Rechazado (informe de expertos, 2014): 25 |
|        | —  | —— (ant. 2008)    | Sitio bizantino de Monemvasia                                                                                            | Laconia (Peloponeso)                                                                    | Grecia                                                    | Rechazado (informe de expertos, 2014): 26 |
|        | —  | —— (ant. 2008)    | Le musée dédié aux victimes du génocide (soviétique entre 1940 et 1991) en Vilnius                                       | Vilnius                                                                                 | Lituania                                                  | Rechazado (informe de expertos, 2014): 31 |
|        | —  | —— (ant. 2008)    | Colina de Lech (catedral, iglesia, palacios episcopales, museo) en Gniezno                                               | Gniezno                                                                                 | Polonia                                                   | Rechazado (informe de expertos, 2014): 27 |
|        | —  | —— (ant. 2008)    | Convento (iglesia) de Jésus en Setubal                                                                                   | Setúbal                                                                                 | Portugal                                                  | Rechazado (informe de expertos, 2014): 30 |
|        | —  | —— (ant. 2008)    | Memorial de Antonin Dvorak en Vysoká                                                                                     | Vysoká                                                                                  | República Checa                                           | Rechazado (informe de expertos, 2014): 34 |
|        | —  | —— (ant. 2008)    | Zlin, villa de Tomas Bat'a (fábrica de calzados)                                                                         | Zlin                                                                                    | República Checa                                           | Rechazado (informe de expertos, 2014): 34 |
|        | —  | —— (ant. 2008)    | La mina de carbón Vitkovice en Ostrava                                                                                   | Ostrava                                                                                 | República Checa                                           | Rechazado (informe de expertos, 2014): 33 |
|        | —  | —— (ant. 2008)    | Cementerio de Zale en Ljubljana                                                                                          | Ljubljana                                                                               | Eslovenia                                                 | Rechazado (informe de expertos, 2014): 35 |
|        | —  | —— (ant. 2008)    | Memorial del Santo Espíritu en Javorca                                                                                   | Javorca                                                                                 | Eslovenia                                                 | Rechazado (informe de expertos, 2014): 36 |